# Gmina Washington (hrabstwo Clarke)

Położenie Gminy Washington w hrabstwie Clarke

Gmina Washington (ang. Washington Township) – gmina w USA, w stanie Iowa, w hrabstwie Clarke. Według danych z 2000 roku gmina miała 284 mieszkańców, a jej powierzchnia wynosi 89,33 km².